# Manuel Faißt
Manuel Faißt (Furtwangen im Schwarzwald, 11 januari 1993) is een Duitse noordse combinatieskiër.

## Carrière
Faißt maakte zijn wereldbekerdebuut in december 2009 in Lillehammer. In november 2011 scoorde de Duitser in Kuusamo zijn eerste wereldbekerpunt. In december 2011 behaalde hij in Ramsau zijn eerste toptienklassering in een wereldbekerwedstrijd. In december 2015 stond Faißt in Ramsau voor de eerste maal in zijn carrière op het podium van een wereldbekerwedstrijd. Op de wereldkampioenschappen noordse combinatie 2017 in Lahti eindigde de Duitser als zeventiende op de gundersen normale schans. In Seefeld nam hij deel aan de wereldkampioenschappen noordse combinatie 2019. Op dit toernooi eindigde hij als veertiende op de gundersen grote schans.

## Resultaten

### Wereldkampioenschappen
| Jaar | Plaats  | Resultaten       |
| ---- | ------- | ---------------- |
| 2017 | Lahti   | 17e Gundersen NH |
| 2019 | Seefeld | 14e Gundersen LH |

### Wereldbeker
Eindklasseringen
| Seizoen   | Plaats |
| --------- | ------ |
| 2011/2012 | 35e    |
| 2012/2013 | 32e    |
| 2013/2014 | 26e    |
| 2014/2015 | 28e    |
| 2015/2016 | 11e    |
| 2016/2017 | 13e    |
| 2017/2018 | 15e    |
| 2018/2019 | 10e    |
| 2019/2020 | 10e    |